# Bashir Saeed
Bashir Saeed Sanqour Al Hammadi (arabe : فيصل خليل سبيت، من مواليد) (né le 28 juin 1981 à Abou Dabi aux Émirats arabes unis) est un joueur de football international émirati, qui évolue au poste de défenseur.

## Biographie

### Carrière en sélection
Avec l'équipe des Émirats arabes unis, il joue 56 matchs (pour 3 buts inscrits) depuis 2002. 
Il figure notamment dans le groupe des sélectionnés lors des Coupes d'Asie des nations de 2004 et de 2007.

## Palmarès
| Al Wahda - Championnat des Émirats arabes unis (4) : - Champion : 1998-99, 2000-01, 2004-05 et 2009-10. - Vice-champion : 2002-03, 2005-06, 2006-07. - Coupe des Émirats arabes unis (1) : - Vainqueur : 1999-00. - Finaliste : 1995-96, 2002-03 et 2004-05. - Supercoupe des Émirats arabes unis (1) : - Vainqueur : 2011 - Finaliste : 2010 - Coupe de la UAEFA ('1) : - Vainqueur : 2001. - Finaliste : 2006. |  | Al Ahli - Championnat des Émirats arabes unis (1) : - Champion : 2013-14. - Coupe des Émirats arabes unis (1) : - Vainqueur : 2012-13. - Supercoupe des Émirats arabes unis (1) : - Vainqueur : 2013. |